# زبان ریپواری
ریپواری یکی از گویش‌های ژرمنی غربی است. این زبان در سه کشور آلمان، بلژیک، و هلند تکلم می‌شود.